# Endothenia infuscata
Endothenia infuscata es una especie de polilla del género Endothenia, categorizada en la tribu Olethreutini, de la subfamilia Olethreutinae.

## Distribución
Se distribuye por Estados Unidos.

## Taxonomía
Fue descrita por Heinrich en 1923 y publicada en (Endothenia), Proc. ent. Soc. Wash. 25: 109.